# Herbert Laonski
Herbert, laonski grof, bio je plemić koji je postao djed cara Karla Velikog kao otac Karlove majke, Bertrade Laonske.
Moguće je da je Herbertov otac bio Martin, laonski grof. Herbertova majka bila je Bertrada Prümska. Herbert je bio oženjen nepoznatom ženom te je dobio kćer Bertradu, koju je nazvao po svojoj majci, kao i kćer Gerbergu.